# Municipio de Claremont (Dakota del Sur)
El municipio de Claremont (en inglés: Claremont Township) es un municipio ubicado en el condado de Brown en el estado estadounidense de Dakota del Sur. En el año 2010 tenía una población de 121 habitantes y una densidad poblacional de 0,87 personas por km².

## Geografía
El municipio de Claremont se encuentra ubicado en las coordenadas 45°37′37″N 98°4′30″O / 45.62694, -98.07500. Según la Oficina del Censo de los Estados Unidos, el municipio tiene una superficie total de 139.85 km², de la cual 139,8 km² corresponden a tierra firme y (0,04 %) 0,05 km² es agua.

## Demografía
Según el censo de 2010, había 121 personas residiendo en el municipio de Claremont. La densidad de población era de 0,87 hab./km². De los 121 habitantes, el municipio de Claremont estaba compuesto por el 100 % blancos. Del total de la población el 0 % eran hispanos o latinos de cualquier raza.